# Ontbrekende grondtoon

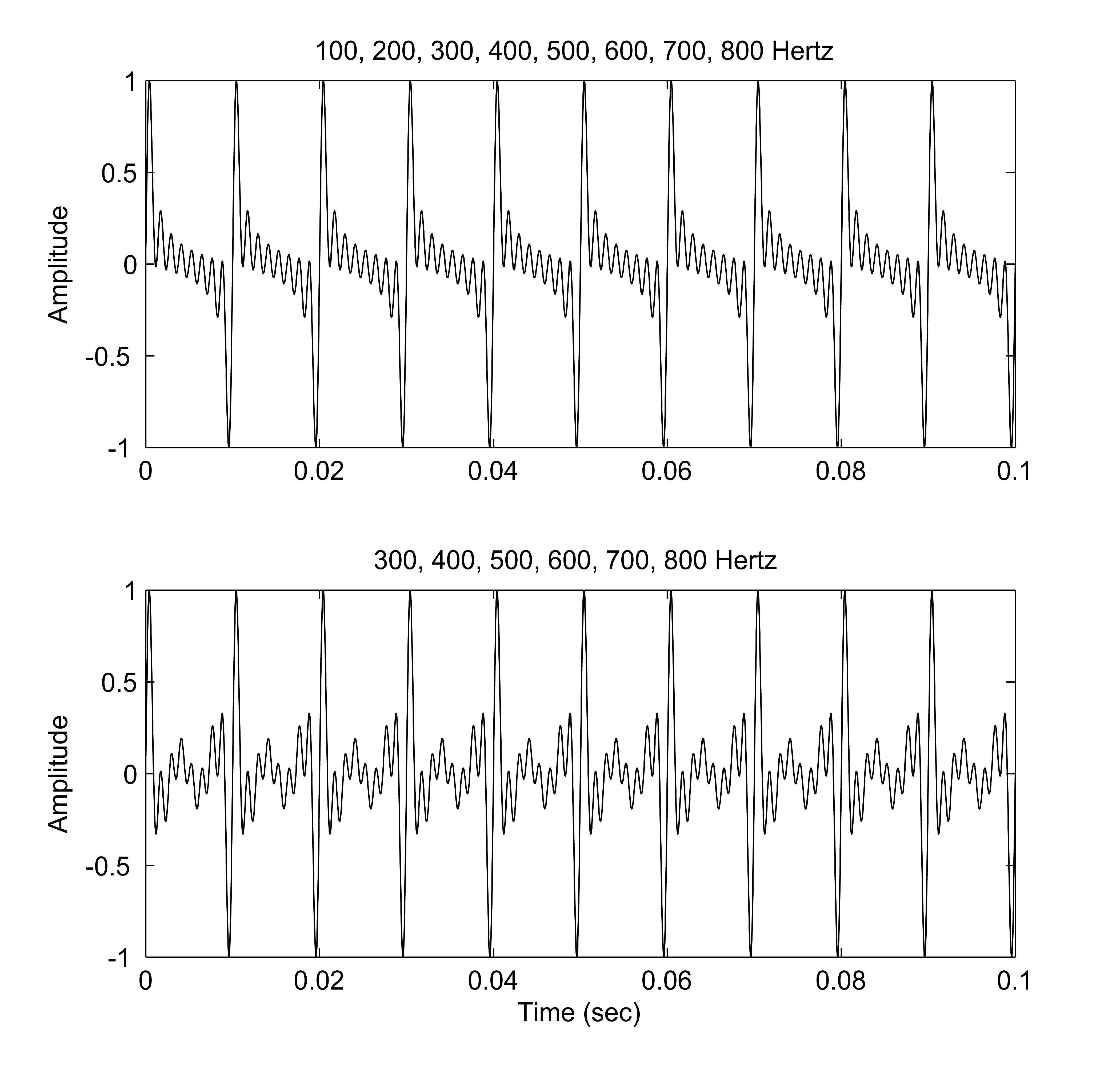
De onderste golfvorm mist de grondtoon, 100 hertz, en de tweede harmonische, 200 hertz. De periodiciteit is niettemin duidelijk in vergelijking met de golfvorm met het volledige spectrum bovenaan.

De toonhoogte die wordt waargenomen terwijl de eerste harmonische afwezig is in de golfvorm, wordt het het fenomeen van de ontbrekende grondtoon genoemd.

## Uitleg

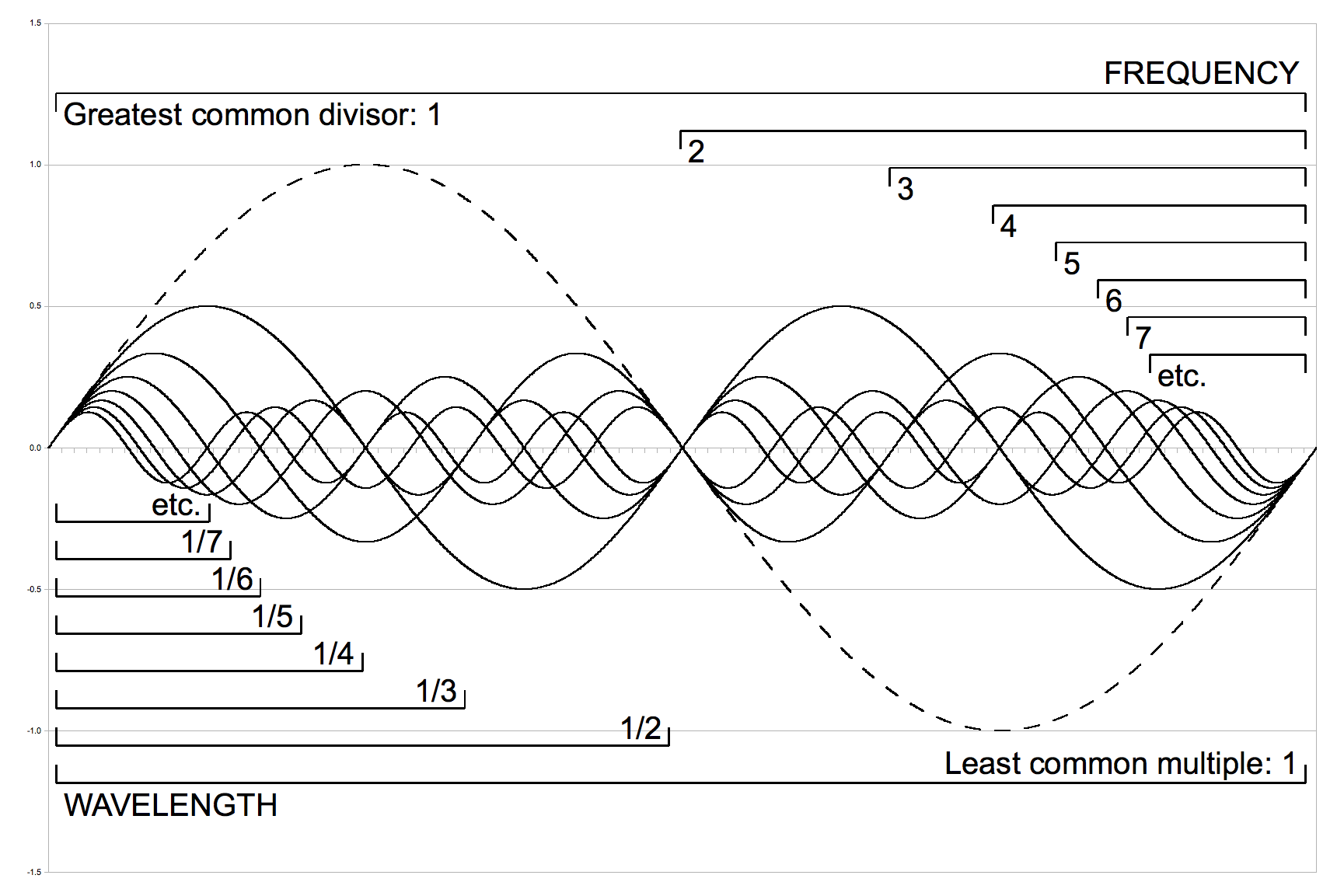
De grootste gemene deler van de frequentie van alle harmonischen is de grondtoon (stippellijn).

Een lage toonhoogte (ook bekend als de toonhoogte van de ontbrekende grondtoon of virtuele toonhoogte) kan soms hoorbaar zijn als er geen duidelijke bron of component van die frequentie is. Deze perceptie is te wijten aan het feit dat de hersenen de aanwezige herhalingspatronen interpreteren.
Er werd ooit gedacht dat dit effect het gevolgd was van het feit dat de ontbrekende grondtoon werd vervangen door vervormingen die door de natuurkunde van het oor werden geïntroduceerd. Uit experimenten bleek later echter dat wanneer er een geluid werd toegevoegd dat deze vervormingen zou hebben gemaskeerd als ze aanwezig waren geweest, luisteraars nog steeds een toonhoogte hoorden die overeenkomt met de ontbrekende grondtoon. Dit werd gerapporteerd door J.C.R. Licklider in 1954. Het wordt algemeen aanvaard dat de hersenen de informatie in de boventonen verwerken om de grondtoon te berekenen. De precieze manier waarop dit gebeurt is nog steeds onderwerp van discussie, maar de verwerking lijkt gebaseerd te zijn op een autocorrelatie waarbij de timing van neurale impulsen in de gehoorzenuw betrokken is. Het is echter bekend dat er geen neurale mechanismen zijn gevonden die een vertraging kunnen veroorzaken (een noodzakelijke werking van een echte autocorrelatie). Ten minste één model laat zien dat een temporele vertraging niet nodig is om een autocorrelatiemodel van toonhoogteperceptie te produceren, dat een beroep doet op faseverschuivingen tussen cochleaire filters. Uit eerder onderzoek is echter gebleken dat bepaalde geluiden met een prominente piek in hun autocorrelatiefunctie geen overeenkomstige toonhoogtewaarneming uitlokken, en dat bepaalde geluiden zonder een piek in hun autocorrelatiefunctie toch een toonhoogte opwekken. Autocorrelatie kan dus op zijn best als een onvolledig model worden beschouwd.
De toonhoogte van de ontbrekende grondtoon is meestal op de grootste gemene deler van de aanwezige frequenties. Deze toonhoogte wordt echter niet altijd waargenomen. Onderzoek uitgevoerd aan de Universiteit van Heidelberg laat zien dat, onder beperkte stimulusomstandigheden met een klein aantal harmonischen, de algemene bevolking kan worden verdeeld in degenen die ontbrekende grondtoon waarnemen, en degenen die in plaats daarvan vooral de boventonen horen. Dit werd gedaan door proefpersonen te vragen de bewegingsrichting (omhoog of omlaag) van twee melodieën achter elkaar te beoordelen. De auteurs gebruikten structurele MRI en MEG om aan te tonen dat de voorkeur voor het horen van de ontbrekende grondtoon correleerde met lateralisatie van de toonhoogteperceptie in de linkerhersenhelft. De voorkeur voor spectraal horen correleerde met lateralisatie in de rechterhersenhelft. Degenen die deze laatste voorkeur vertoonden, waren meestal muzikanten.
In Parsing the Spectral Envelope: Toward a General Theory of Vocal Tone Color (2016) schreef Ian Howell dat, hoewel niet iedereen de ontbrekende grondtoon kan horen, het opmerken ervan kan worden onderwezen en geleerd.

## Voorbeelden
Pauken produceren inharmonische boventonen, maar zijn gebouwd en afgestemd om bijna-harmonische boventonen te produceren voor een impliciete ontbrekende grondtoon. Als de pauk op gebruikelijke manier wordt geraakt (de helft tot driekwart van de afstand van het midden tot de rand), dan is de grondtoon van een pauk erg zwak in verhouding tot de tweede tot en met de vijfde "harmonische" boventoon. Een pauk kan worden gestemd om het geluid het sterkst te produceren bij 200, 302, 398 en 488 Hz bijvoorbeeld. Dit impliceert een ontbrekende grondtoon op 100 Hz (hoewel de feitelijk gedempte grondtoon 170 Hz is). 
De laagste lucht- en lichaamsresonanties van een viool liggen doorgaans tussen de 250 Hz en 300 Hz. De grondfrequentie van de open G3-snaar ligt onder de 200 Hz in zowel moderne stemmingen als de meeste historische stemmingen, dus de laagste noten van een viool hebben een verzwakte grondtoon, hoewel luisteraars dit zelden merken.